# Équipe d'Irlande de rugby à XV à la Coupe du monde 2003
L'équipe d'Irlande a été éliminée en quart de finale de la Coupe du monde de rugby 2003 par l'équipe de France.

## Résultats
(voir également Coupe du monde de rugby 2003)
5 matchs, 3 victoires, 2 défaites.
162 points marqués (20 essais dont 16 transformés, 9 pénalités, 1 drop), 99 points encaissés.

### Poule C
- 11 octobre : Irlande 45 - 17 Roumanie
- 19 octobre : Irlande 64 - 7 Namibie
- 26 octobre : Irlande 16 - 15 Argentine
- 1er novembre : Australie 17 - 16 Irlande

L'Irlande termine deuxième de son groupe et se qualifie pour les quarts-de-finale.

### Quart de finale
- 9 novembre : France 43 - 21 Irlande

### Meilleurs marqueurs d'essais
- Denis Hickie, Brian O'Driscoll, Alan Quinlan : 3 essais

### Meilleur réalisateur
- Ronan O'Gara : 30 points

## Composition
Les joueurs suivants ont joué pendant cette coupe du monde 2003.

### Première ligne
- Keith Wood (capitaine, 5 matchs, 1 essai)
- Marcus Horan (5 matchs, 1 essai)
- Shane Byrne (2 matchs)
- John Hayes (5 matchs)
- Reggie Corrigan (4 matchs)
- Simon Best (2 matchs)

### Deuxième ligne
- Malcolm O'Kelly (5 matchs)
- Paul O'Connell (5 matchs)
- Donncha O'Callaghan (2 matchs)

### Troisième ligne
- Alan Quinlan (3 matchs, 3 essais)
- Victor Costello (3 matchs, 1 essai)
- Anthony Foley (2 matchs)
- Eric Miller (4 matchs, 2 essais)
- Keith Gleeson (3 matchs)

### Demi de mêlée
- Peter Stringer (5 matchs)
- Simon Easterby (3 matchs, 1 essai)

### Demi d’ouverture
- Ronan O'Gara (5 matchs, 9 transformations, 4 pénalités)
- David Humphreys (4 matchs, 7 transformations, 5 pénalités)

### Trois-quarts centre
- Brian O'Driscoll (5 matchs, 3 essais, 1 drop)
- Kevin Maggs (5 matchs, 1 essai)
- John Kelly (4 matchs, 1 essai)

### Trois-quarts aile
- Denis Hickie (3 matchs, 3 essais)
- Shane Horgan (5 matchs, 2 essais, 1 carton jaune)

### Arrière
- Girvan Dempsey (5 matchs, 1 essai)